# Digital Negative
Digital Negative（デジタル ネガティブ、DNG）はアドビによって開発された画像ファイル形式。TIFF/EPをベースにしている。拡張子は.dng。2004年9月に発表された。
メーカー間で非統一のRAW画像をDNG形式に変換することで互換性などの問題が解決するというが、実際にはほとんどのカメラメーカーが依然として独自形式を採用している。

## DNG形式に対応するデジタルカメラ
- シグマ
  - sd Quattro H、fp
- リコー
  - GX100、GX200、GRデジタル、GRデジタルII、GRデジタルIII、GRデジタルIV、GR
- SEA&SEA
  - DX-1G
- カシオ
  - EX-F1、EX-FH100、EX-FC400S、EX-ZR700、EX-ZR800、EX-ZR850、EX-ZR1000、EX-ZR1100、EX-ZR1300、EX-100、EX-10
- ライカ
  - M8、S2 (カメラ)（英語版）、SL (カメラ)（英語版）
- ペンタックス
  - K10D、K20D、K100D Super、K200D、K-m、K-7、K-x、K-r、K-5、K-5II、K-5IIs、K-3、K-30、K-50、K-01、645D、645Z、Q、Q10、Q7、MX-1
- Blackmagic Design
  - Blackmagic Cinema Camera
- ノキア / マイクロソフト
  - 全てのLumia Camera/Windows 10 Mobile端末の標準カメラ